# Fernand Vitus
Fernand Georges Camille Vitus est un ingénieur français né à Angoulême le 25 février 1895 et décédé à Paris le 15 octobre 1968, pionnier de la radio, fabricant de récepteurs radio et fondateur d'une station privée de radiodiffusion Radio Vitus[réf. nécessaire].

## Biographie
Fernand Georges Vitus est un ingénieur diplômé de l'E.S.E,.
Pendant la première guerre mondiale, il intègre le Centre d'études et recherches techniques et scientifiques de procédés et appareils destinés aux communications militaires, créé et dirigé par le colonel Gustave Ferrié.
En 1921, il installe au 90 de la rue Damrémont à Paris un magasin de pièces détachées de récepteurs de TSF.
En 1922, il crée son propre atelier de fabrication de pièces détachées au no 54 de la rue Saint-Maur à Paris. Il se spécialise dans la conception et la fabrication de condensateurs variables à air de précision et étalonnés. 

### Le fabricant de récepteurs
En 1921, il conçoit une boite d'accord de type Tesla qu'il décide de construire et de vendre sous son propre nom F. Vitus. Il se lance alors dans la fabrication de récepteurs de TSF à galène et à lampes.
Les premiers récepteurs de sa conception sont commercialisés dès l'année 1922. C'est d'abord le "Studio", un récepteur équipé de deux lampes T.M. qui permet la réception des ondes de 200 à 4 000 mètres, puis un modèle qui allait faire le succès des récepteurs Vitus : le Mondial. Le Mondial obtient le Grand Prix du concours de TSF de 1922.
Face à la multiplication d'ateliers de fabrication de postes de TSF, il choisit délibérément de s'adresser à une clientèle fortunée en produisant en très petite série des récepteurs de très grande qualité, tant au niveau performance que présentation,. Fernand Vitus fait partie du Syndicat professionnel des Industries radioélectriques (SPIR),. Il fait partie des organisateurs du premier Salon de la TSF qui a lieu en 1924 au Champ de Mars. À l'occasion de ce salon il présente sa dernière création "Le Mondial III", un récepteur à quatre lampes extérieures. Ce récepteur fait l'admiration du public par son esthétique et ses performances, mais Fernand Vitus étant membre du jury, le Mondial III est classé hors concours.

#### Les récepteurs Vitus
De 1922 à 1926, Fernand Vitus conçoit et fabrique des récepteurs "à résonance" et des récepteurs de type "autodyne". Ces récepteurs sont équipés de lampes TM puis de lampes micro dites à faible consommation.
En 1927, il conçoit un récepteur huit lampes "L'Ultra-Hétérodyne" qui utilise le principe de la réception superhétérodyne

#### Évolution
À la fin des années 1920, Fernand Vitus diversifie sa production en concevant des équipements pour équiper les salles de cinéma sonore et se lance dans la fabrication d'amplificateurs pour le cinéma parlant.

### Le fondateur de Radio Vitus
Dans ses locaux de la rue Damrémont, Fernand Vitus conçoit un émetteur de radiodiffusion dont la puissance est réglable de 150 watts à 10 kilowatts.
Le premier décembre 1926 a lieu la première émission de "Radio Vitus, poste de Montmartre", avec une puissance de 500 watts, sur une longueur d'onde de 310 mètres.
En 1930, Fernand Vitus, ne pouvant assumer financièrement le développement de Radio-Vitus, décide de s'associer avec l'industriel Bernard Natan propriétaire de Pathé Cinéma.
Le 8 août 1930 est créée la Société anonyme Radio-Natan-Vitus. Fernand Vitus, avec 30 % des actions, est minoritaire dans la société dont Bernard Natan prend la direction.

### Le Radioamateur
En 1927, Fernand Vitus obtient l'indicatif 8LHet l'autorisation d'exploiter une station radioamateur rue Damrémont à Paris.  Cela lui permet de faire partie du réseau des radioamateurs et de tester du matériel de réception et surtout d'émission. Il conserve cet indicatif jusqu'en 1932. Son collègue et concurrent de Radio LL effectue la même démarche à la même époque (indicatifs 8DJ et 8GC).